# Leptosomatum australe
Leptosomatum australe is een rondwormensoort uit de familie van de Leptosomatidae.